# United States Space Force
De United States Space Force (USSF) is het onderdeel van de Amerikaanse strijdkrachten dat verantwoordelijk is voor de oorlogsvoering in de ruimte.

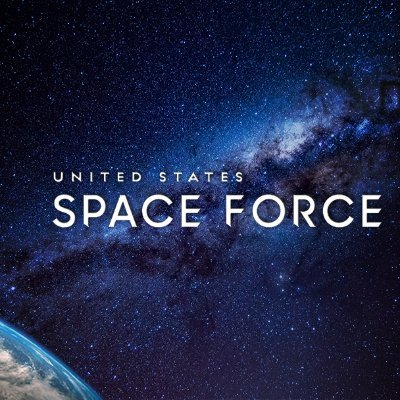
Het oude logo van de U.S. Space Force

Op 18 juni 2018 ondertekende president Donald Trump het Space Policy Directive-3 waarin besloten werd tot de oprichting van de Space Force, die de rol van de Air Force Space Command overnam.
De USSF werd opgericht op 20 december 2019. Het is het zesde afzonderlijke krijgsmachtonderdeel van de Amerikaanse strijdkrachten en het eerste dat werd opgericht sinds de United States Air Force (USAF) in 1947. Generaal John W. Raymond werd op 14 januari 2020 beëdigd als eerste commandant van de USSF met de titel Chief of Space Operations.
Op 7 februari 2020 werd bekendgemaakt dat Patrick Air Force Base en Cape Canaveral Air Force Station die beiden onder de 45th Space Wing van Space Force vallen binnen 30 dagen zouden worden hernoemd tot Patrick Space Force Base en Cape Canaveral Space Force Station. Door tussenkomst van de coronacrisis duurde het tot 9 december 2020 voor de hernoemingen werden doorgevoerd. Ook de 45th Space Wing kreeg een nieuwe naam; Space Launch Delta 45.
Op 31 maart 2020 maakte de USAF bekend dat de volgende 23 luchtmachtonderdelen in de Space Force worden ondergebracht:
- 17th Test Squadron, Peterson Air Force Base, Colorado
- 18th Intel Squadron, Wright-Patterson AFB, Ohio
- 25th Space Range Squadron, Schriever AFB, Colorado
- 328th Weapons Squadron, Nellis AFB, Nevada
- 527th Space Aggressor Squadron, Schriever AFB, Colorado
- 705th Combat Training Squadron OL-A, Schriever AFB, Colorado
- 7th Intel Squadron, Fort George G. Meade, Maryland
- 16th AF/Advanced Programs, Schriever AFB, Colorado
- 32nd Intel Squadron, Fort George G. Meade, Maryland
- 566th Intel Squadron, Buckley AFB, Colorado
- 544th ISR Group Staff & Detachment 5, Peterson AFB, Colorado
- Detachment 1, USAF Warfare Center, Schriever AFB, Colorado
- 533rd Training Squadron, Vandenberg AFB, Californië
- National Security Space Institute, Peterson AFB, Colorado
- AFRL Research Lab Mission Execution, Wright-Patterson AFB, Ohio
- AFRL Space Vehicles Directorate, Kirtland AFB, New Mexico
- AFRL Rocket Propulsion Division, Edwards AFB, Californië
- AFRL Electro-Optical Division, Maui, Hawaii & Kirtland AFB, New Mexico
- AFRL Sensors Directorate, Wright-Patterson AFB, Ohio
- Counter-Space Analysis Squadron, Wright-Patterson AFB, Ohio
- Space Analysis Squadron, Wright-Patterson AFB, Ohio
- Air Force Operational Test and Evaluation Center Detachment 4, Peterson AFB, Colorado
- Air Force Safety Center – Space Safety Division, Kirtland AFB, New Mexico

Op 20 december 2020 werd door vice-president Mike Pence bekendgemaakt dat leden van de USSF guardians zullen worden genoemd.
Op 13 januari 2021 werd besloten dat het hoofdkwartier van de Space Force naar het voormalige Red Stone-arsenaal nabij Huntsville, Alabama verhuist.